# Crambus narcissus
Crambus narcissus là một loài bướm đêm trong họ Crambidae.